# Opfertshofen

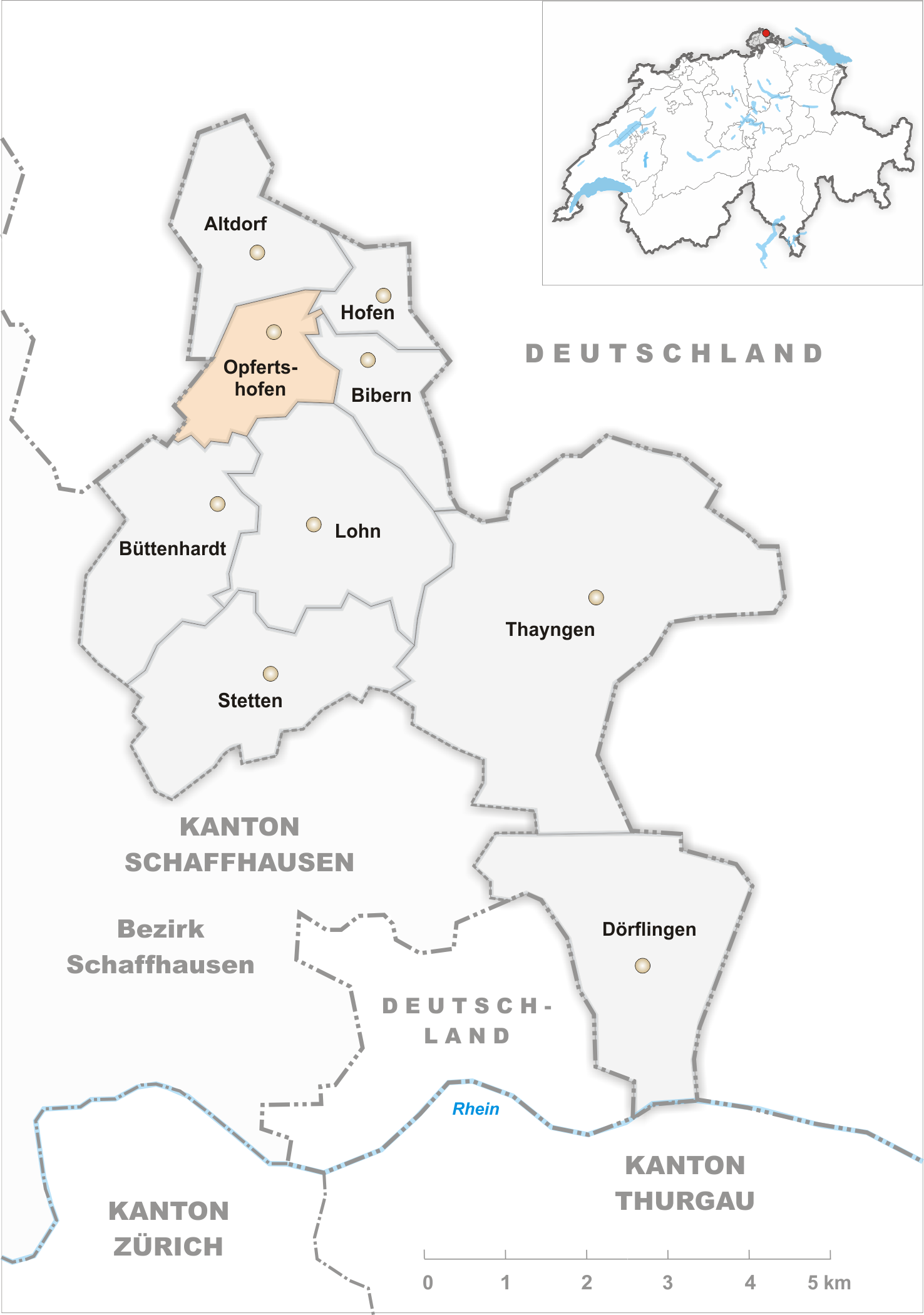
Gemeindestand vor der Fusion am 1. Januar 2009

Opfertshofen (SH) ist eine ehemalige politische Gemeinde des Kantons Schaffhausen in der Schweiz. Aufgrund einer Volksabstimmung gehört Opfertshofen seit 1. Januar 2009 zur politischen Gemeinde Thayngen.
Westlich verläuft die Grenze zwischen Deutschland und der Schweiz.

## Geschichte
Im Jahr 830 übertrug ein Hiltibert dem Kloster St. Gallen das Grundstück Otbertihoba. Im Spätmittelalter kamen die Grafen von Lupfen in den Besitz des Ortes. 1507 ging Opfertshofen an das Kloster Paradies über, aber schon 1529 verkauften sie es an Schaffhausen. Die Gemeinden des unteren Reiat schlossen sich 1867 zu einer von Lohn unabhängigen Kirchgemeinde zusammen. Das Siegel und heutige Wappen wurde erstmals 1819 nachgewiesen.
Von den 1920er Jahren bis in die 50er Jahre fand in Opfertshofen ein Motorrad-Bergrennen statt. Auf ungeteerter Strasse wurde dieses Bergrennen, auch Kleiner Klausen genannt (nach dem berühmten Bergrennen am Klausenpass), durchgeführt.
Die Fusion mit der Gemeinde Thayngen ist am Sonntag, 17. August 2008 mit einem deutlichen Resultat an der Urne zustande gekommen. Zusammen mit den früheren Gemeinden Altdorf, Bibern und Hofen gehört Opfertshofen seit dem 1. Januar 2009 zur grössten Gemeinde im Osten des Kantons Schaffhausen.

Historisches Luftbild von Werner Friedli von 1964

## Wappen
Blasonierung
In Gelb auf grünem Boden stehend natürlicher grüner Rebstock mit drei hängenden blauen Trauben (2:1) an braunem Stecken.
Das älteste Wappen der Gemeinde, das aus dem Jahr 1804 stammt, ist auf einem Siegel zu finden. Es zeigt einen Rebstock, der auf einem kleinen Stück Erde wächst. Im Jahr 1917 erscheint das Wappen auch in der Kirche von Opfertshofen, wobei der Rebstock hier direkt aus dem Schildfuß wächst und der Hintergrund blau ist. 1950 wurde im Zuge einer Wappenbereinigung ein neues Wappen gewählt, bei dem der Boden weiterhin sichtbar ist.

## Bevölkerung
| Jahr | Einwohner |
| ---- | --------- |
| 1850 | 186       |
| 1860 | 203       |
| 1880 | 156       |
| 1900 | 156       |
| 1910 | 148       |
| 1930 | 162       |
| 1950 | 152       |
| 1970 | 121       |
| 1980 | 115       |
| 1990 | 114       |
| 2006 | 132       |

## Sehenswürdigkeiten
- Restaurant Reiatstübli mit Weitsicht auf die Hegauvulkane

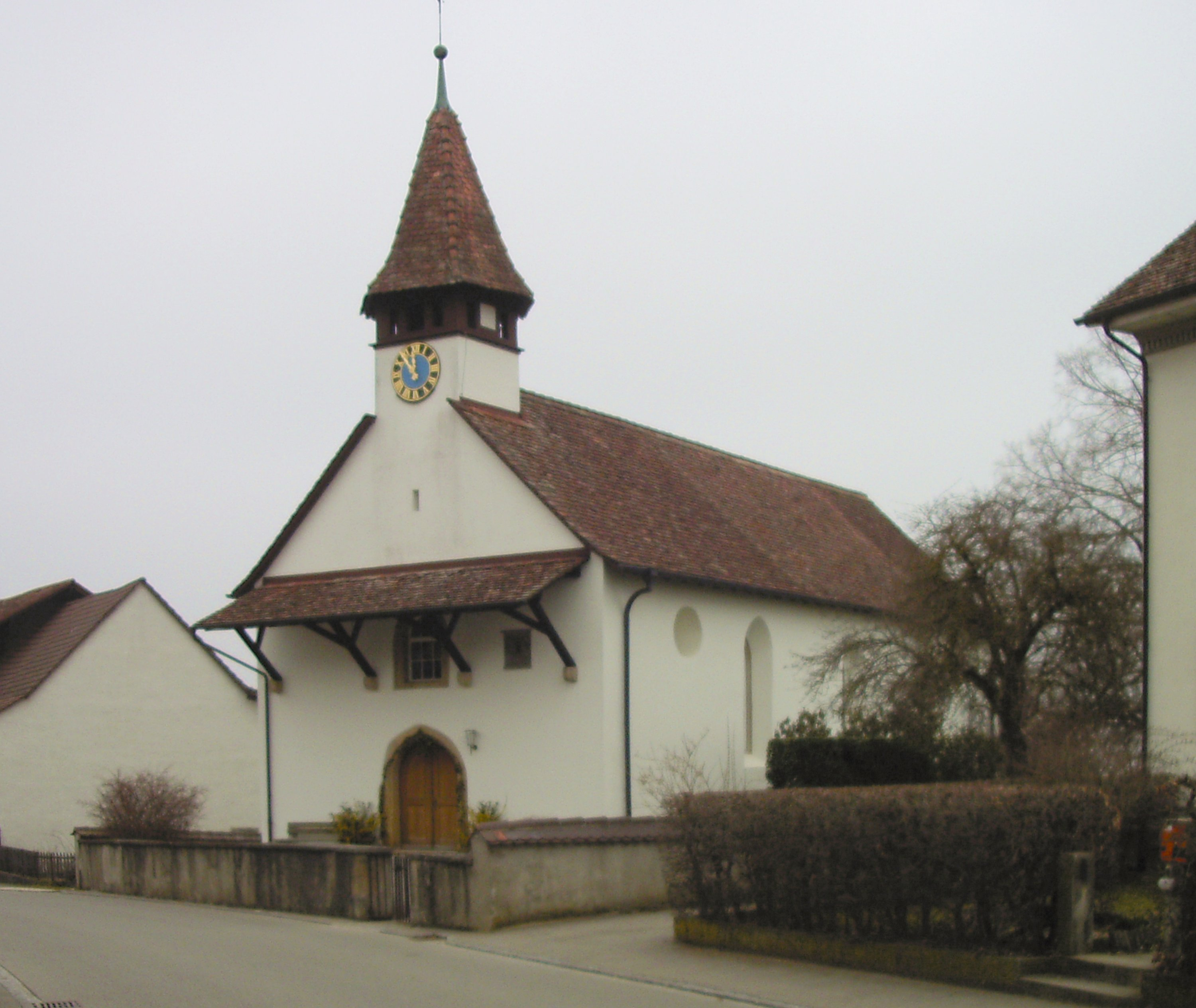
Reformierte Kirche

- Reformierte Kirche

## Persönlichkeiten
- Ernst Steinemann (* 1888 in Opfertshofen; † 1972 in Schaffhausen), Lehrer, Autor und Lokalhistoriker